# 游光繹
游光繹（1758年—1827年），字彤卣，号磳田，福建霞浦人，清朝政治人物，乾隆五十四年（1789年）己酉科進士，授翰林院编修。嘉庆四年（1799年）任陕西道监察御史，嘉庆八年因言事罢官，回到福建后任福州鳌峰书院院长，期间林则徐为游光绎的学生之一，道光二年（1822年）辞职，五年后病逝。

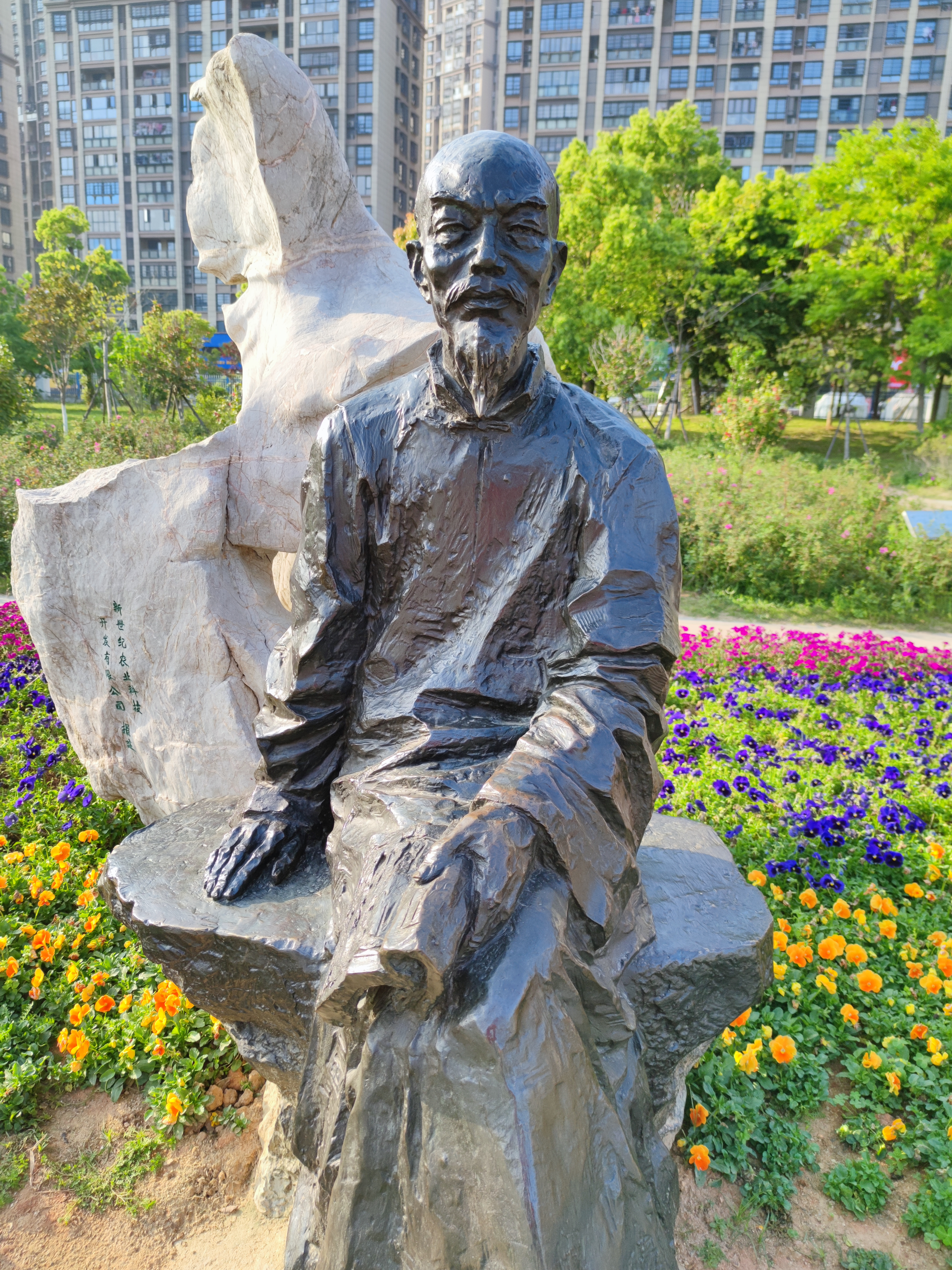
位于霞浦县福宁文化公园的游光绎雕塑

## 著作
游光绎辞职后没有定居之所，借邱氏祠堂创办私塾生活，自称住宅为“炳烛斋”，著有《炳烛斋诗集》。

## 家庭
哥哥游光缵为乾隆四十五年进士，曾任福州府、台湾府、兴化府儒学教授等，儿子游大琛为道光丙戌进士，曾任山西长子、高平知县，次子游大廉为道光庚子举人，曾孙游学诚为霞浦县教育人物:75-77，游学诚之女游寿是中华人民共和国考古学家。